# Osiedle Bohaterów II Wojny Światowej
Osiedle Bohaterów II Wojny Światowej – osiedle mieszkaniowe, a zarazem jednostka obszarowa Systemu Informacji Miejskiej (SIM), wchodząca w skład większej jednostki obszarowej Rataje, leżącej na terenie jednostki pomocniczej miasta Osiedle Rataje, w Poznaniu. Zabudowę osiedla stanowi jedenaście budynków pięciokondygnacyjnych i jeden jedenastokondygnacyjny gwarowo nazywany „deską”. Osiedle wybudowane w pierwszej połowie lat siedemdziesiątych XX wieku przez Spółdzielnię Mieszkaniową „Osiedle Młodych”.

## Ulice
Granice osiedla wyznaczają ulice:
- ul. Krucza
- ul. Wyzwolenia
- ul. Pawia
- ul. Orla

## Urzędy
- Urząd Miasta Poznania, Wydział jednostek pomocniczych miasta Poznania.
- Straż Miejska. Referat Nowe Miasto[3].

## Oświata

### Szkoły
- Zespół Szkół Salezjańskich[4]
- Istniało również Gimnazjum nr 24 im. Unii Europejskiej (niegdyś SP nr 43), zamknięte po końcu roku szkolnego 2013/2014. Ostatnim rocznikiem, który ukończył gimnazjum, był rocznik 1998[5].

### Przedszkola
- Przedszkole „Pinokio”[6]
- Przedszkole „Wesoła Ludwiczka”[7]

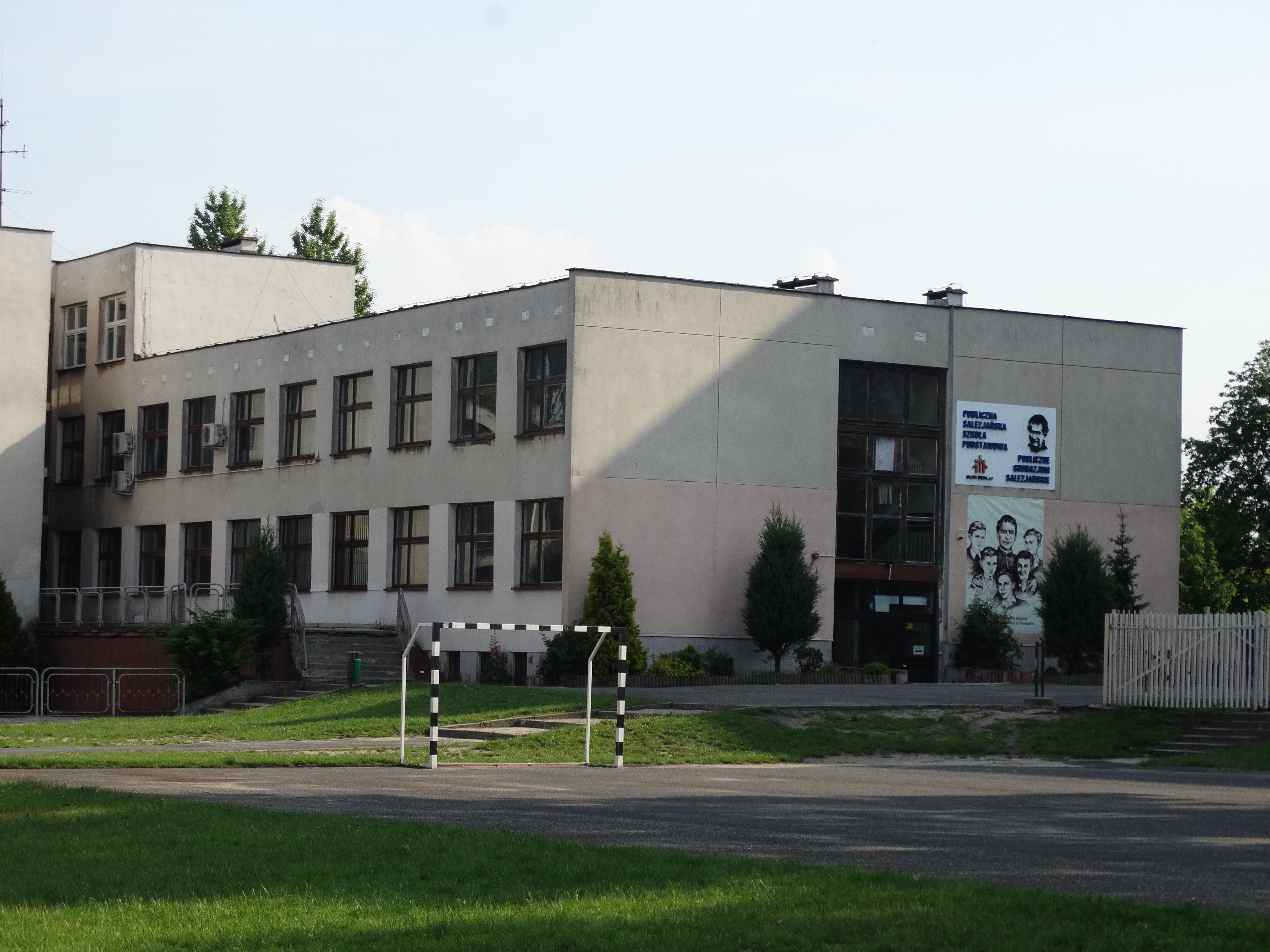
Publiczne Gimnazjum Salezjańskie (2015)
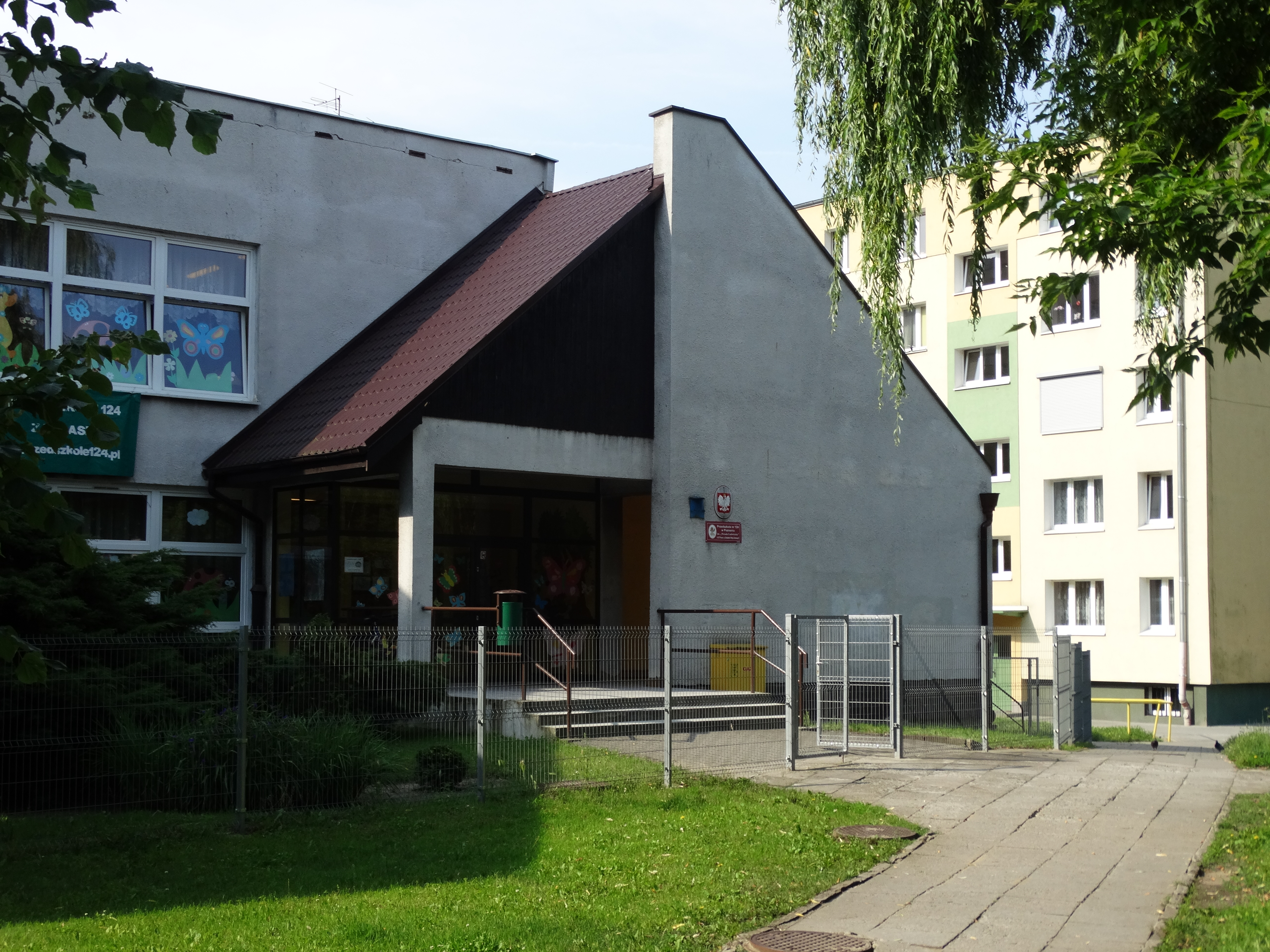
Przedszkole Wesołej Ludwiczki (2015)

## Kościół
Na osiedlu znajduje się kościół pw. Nawiedzenia Najświętszej Maryi Panny.

## Komunikacja
Osiedle Bohaterów II Wojny Światowej posiada połączenie komunikacyjne autobusowe MPK linii: 174, 184 oraz nocnych 211 i 218 (przystanek Osiedle Bohaterów II Wojny Światowej przy ulicy Orlej i przystanek Osiedle Armii Krajowej przy ulicy Pawiej) i w pewnej odległości od osiedla również tramwajowe linii 7, 12, 13 (przystanki Osiedle Rzeczypospolitej i Rondo Starołęka) i linii 1, 11, 17 (przystanek Rondo Starołęka przy ulicy Hetmańskiej).

## Sztuka

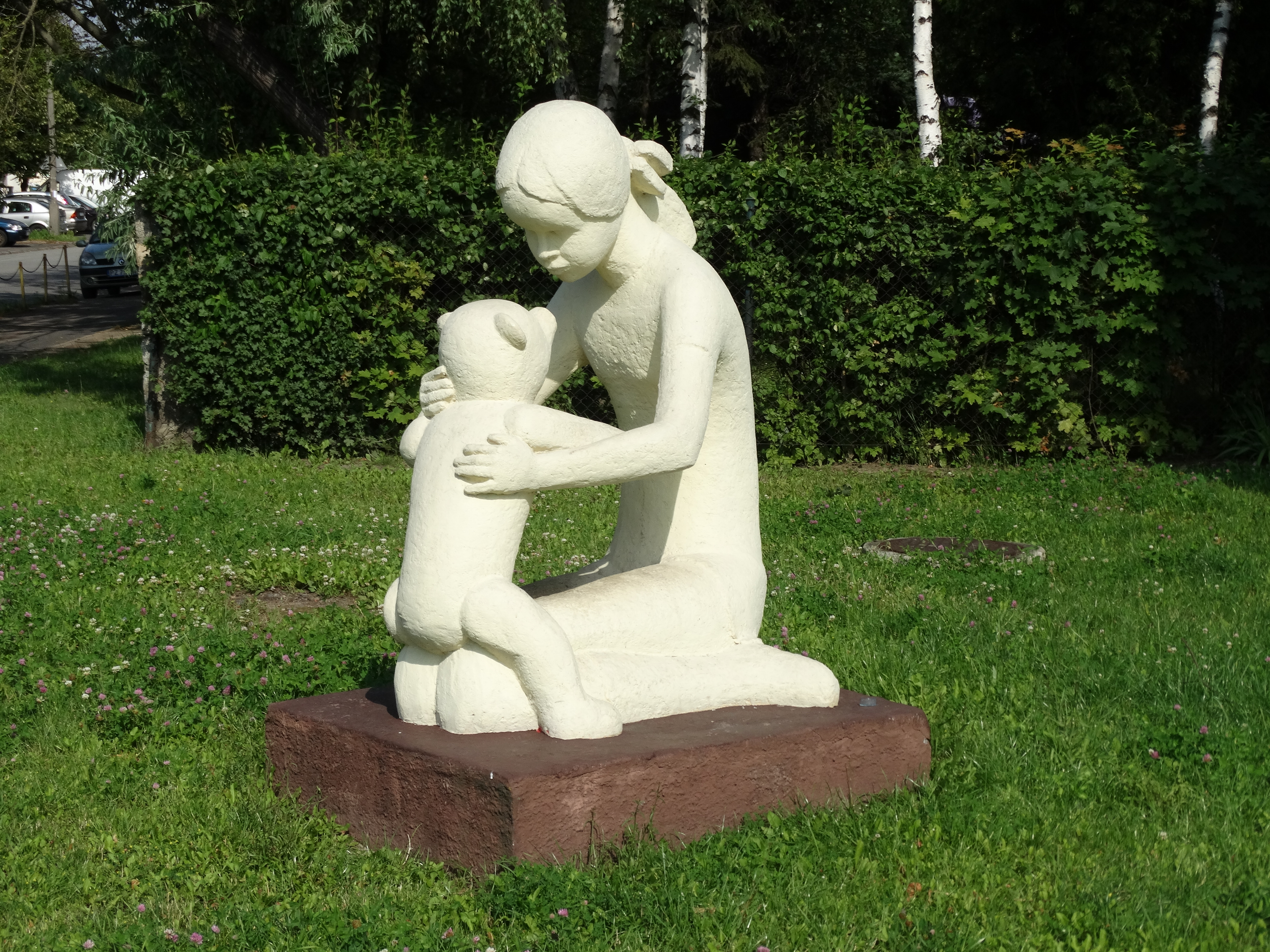

Na terenie osiedla, przy skrzyżowaniu ulic Kruczej i Orlej, stoi rzeźba plenerowa przedstawiająca dziewczynkę z misiem. Rzeźba powstała w roku 1976, a jej autorką jest Zofia Ulatowska-Gosławska.

## Ciekawostki
Osiedle posłużyło jako sceneria do teledysku „Głucha noc” zespołu Slums Attack.

## Galeria zdjęć

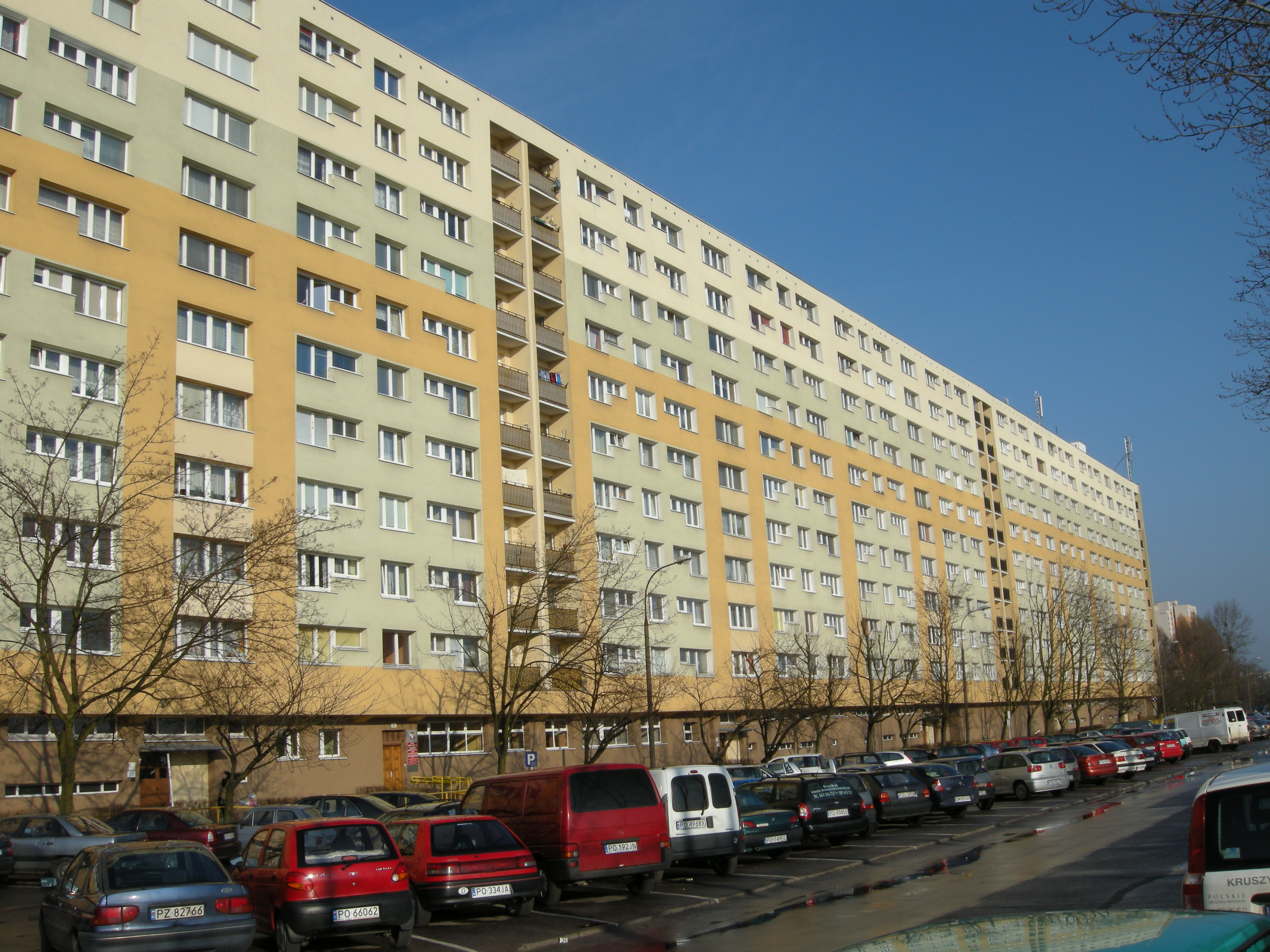
Najwyższy budynek osiedla. Widok od strony ul.Wyzwolenia
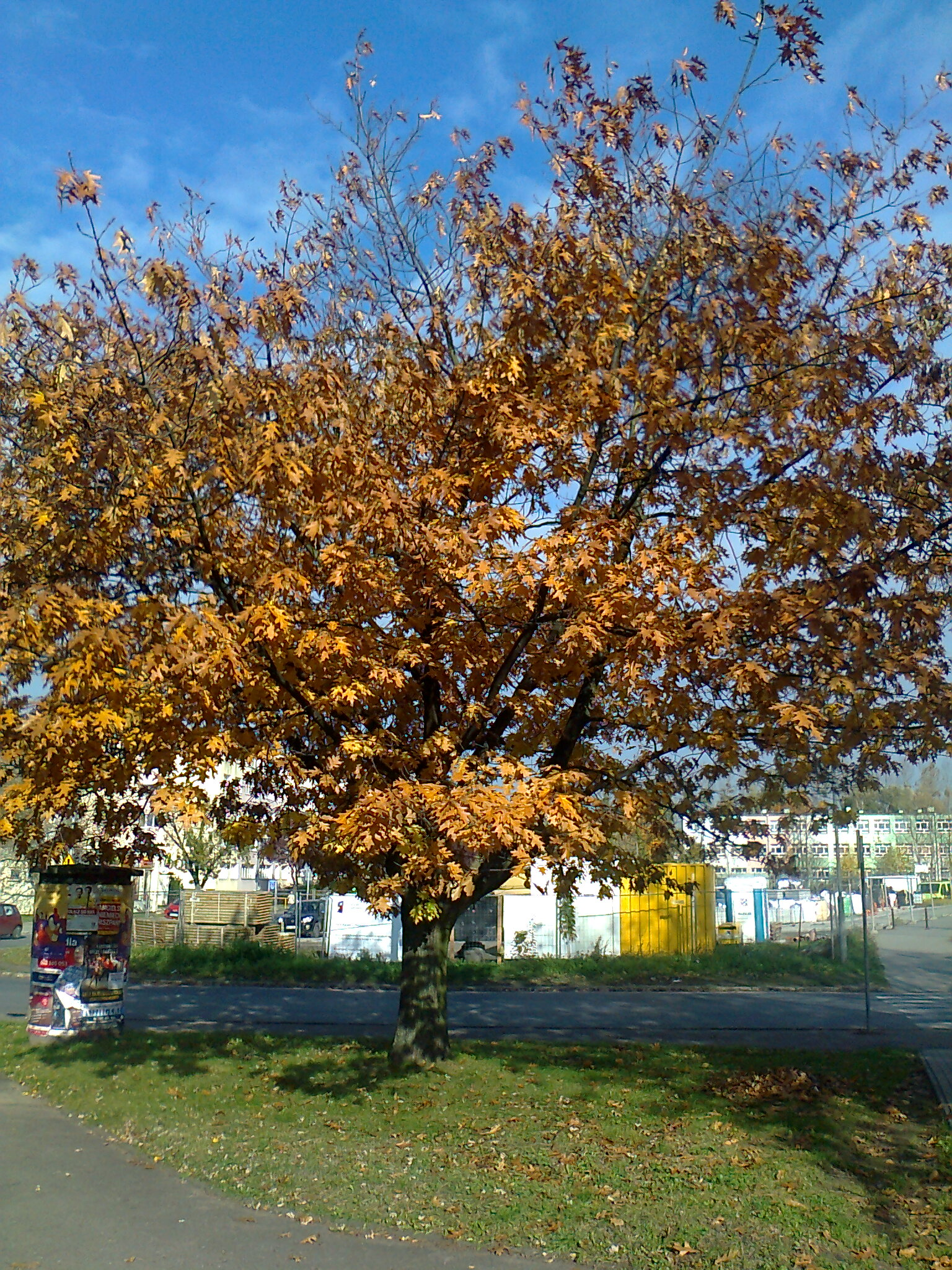
Dąb w porze jesiennej na osiedlu na skrzyżowaniu ulic Kruczej i Wyzwolenia oraz parku Rataje (2017)
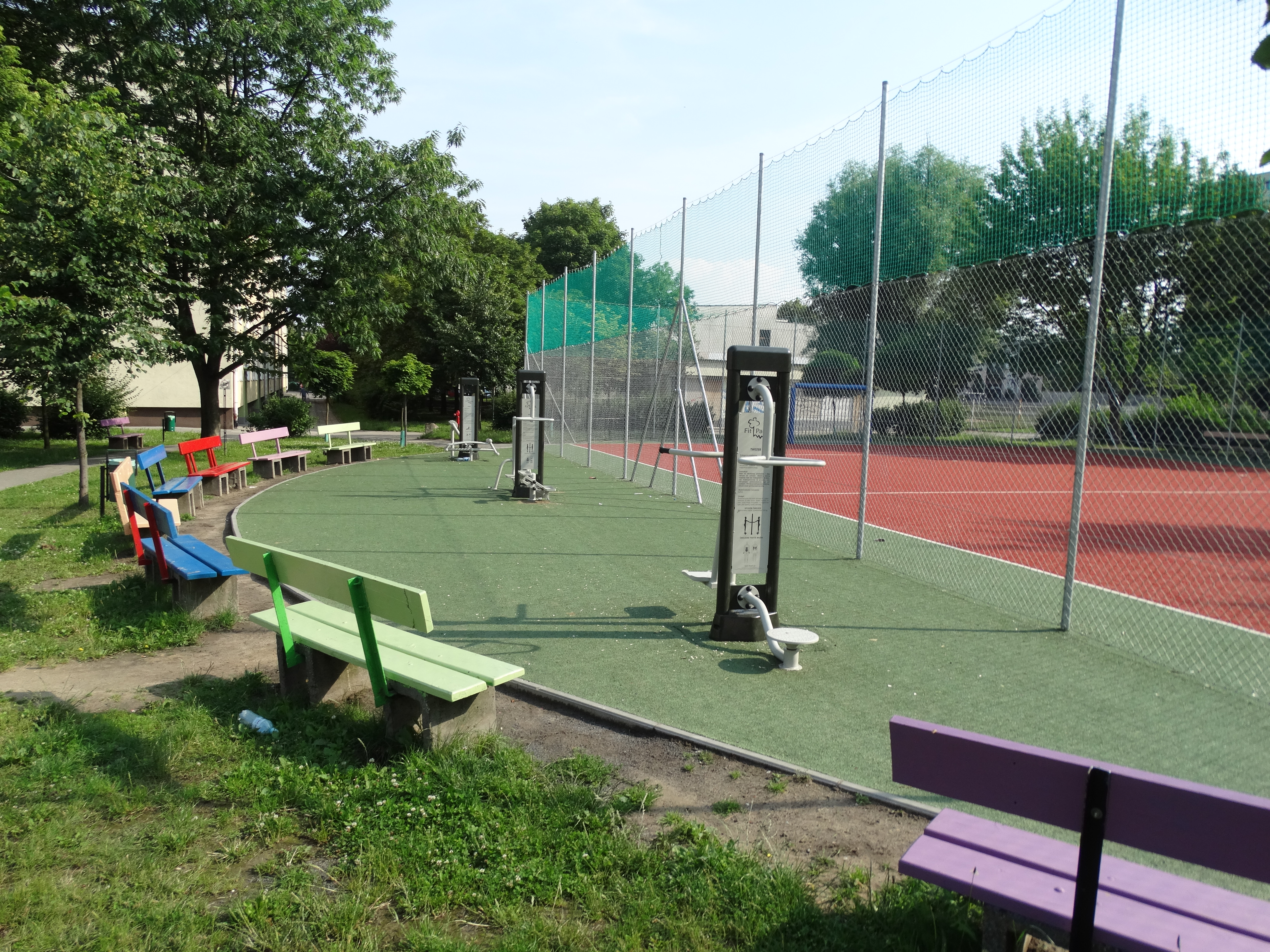
Siłownia na osiedlu
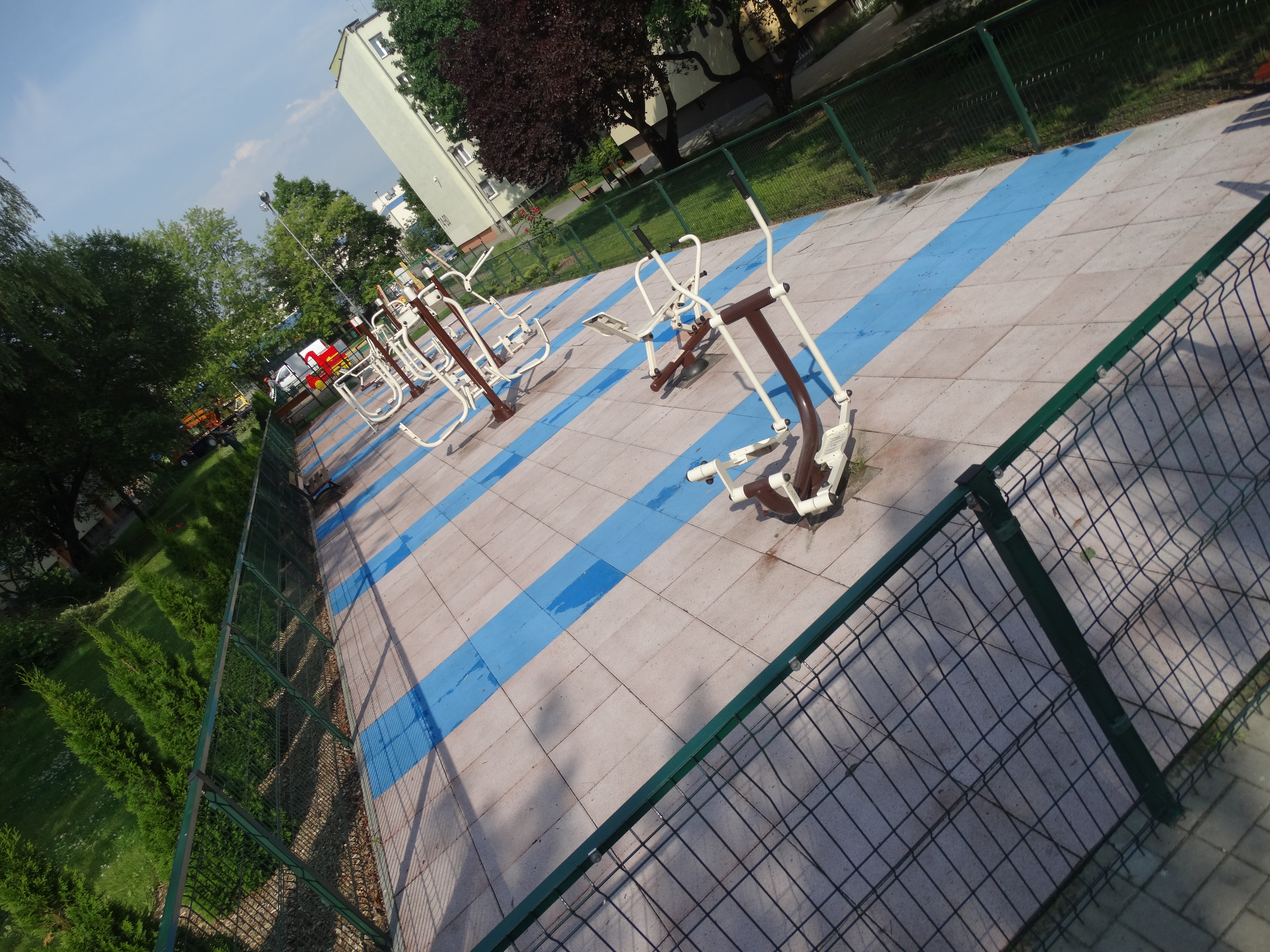
Siłownia
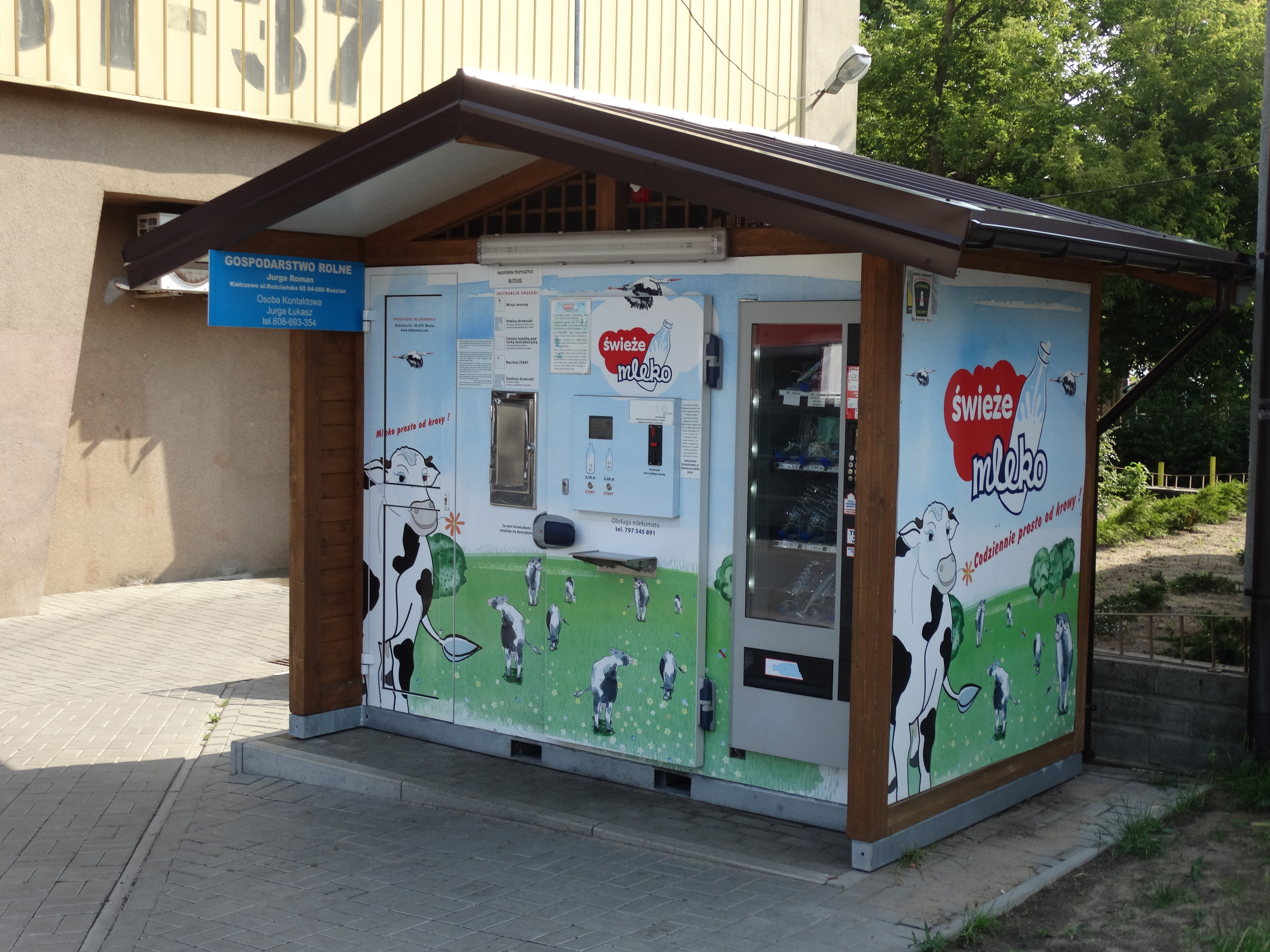
Mlekomat
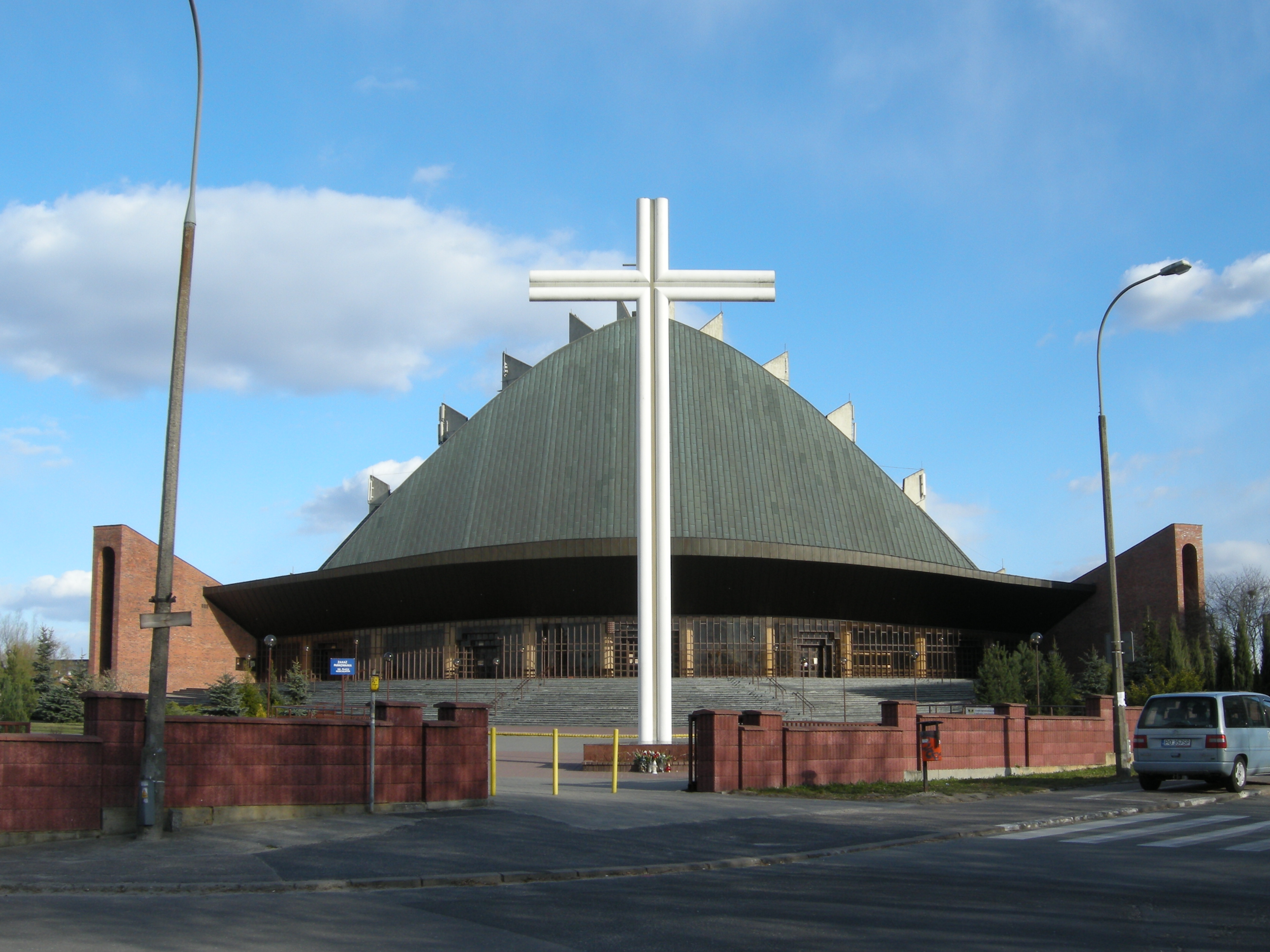
Kościół pw. Nawiedzenia Najświętszej Maryi Panny. Widok od strony skrzyżowania ulicy Wyzwolenia z ulicą Kruczą
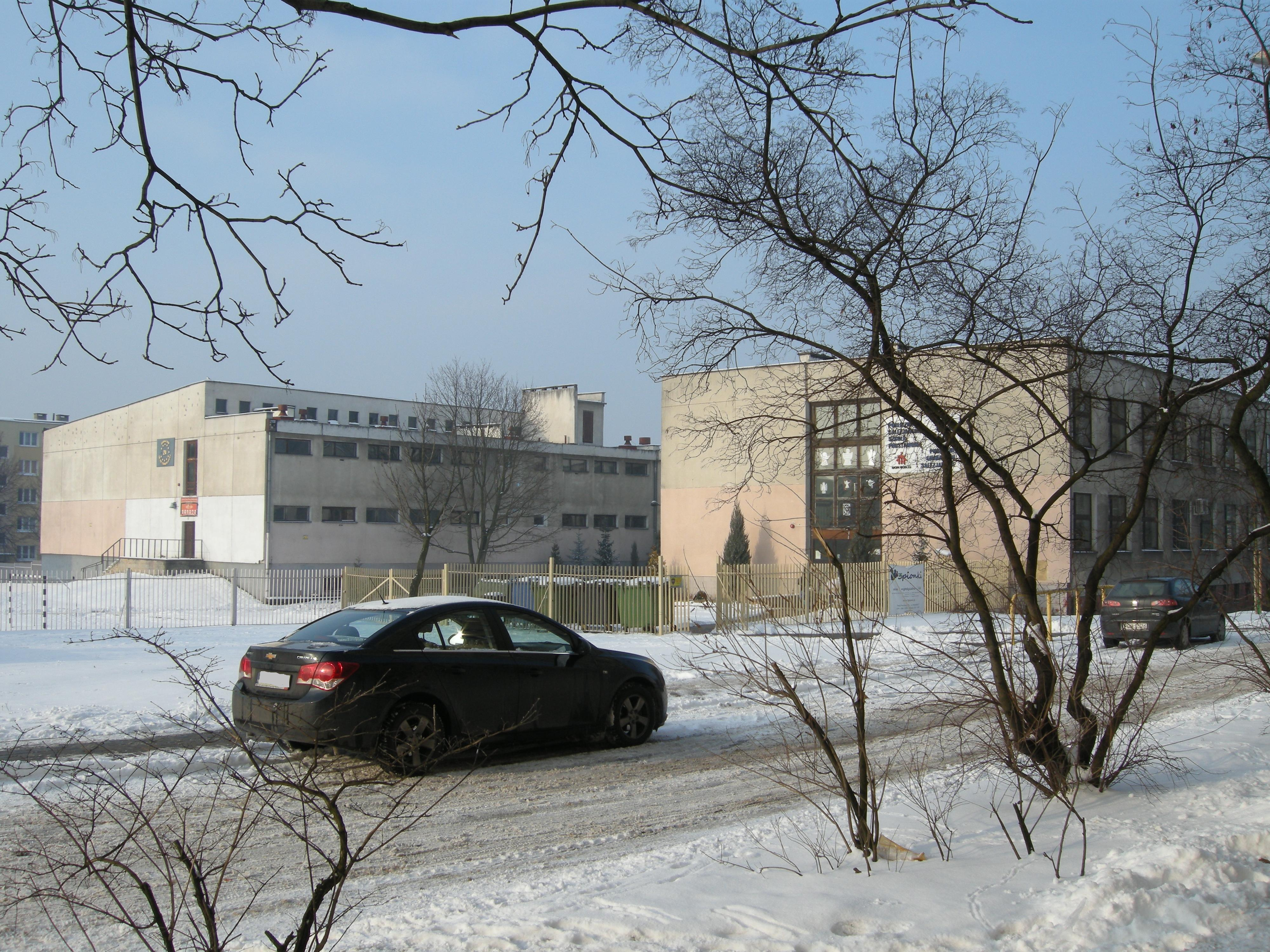
Gimnazjum nr 24 (z lewej) i Publiczne Gimnazjum Salezjańskie (z prawej) w 2013 roku
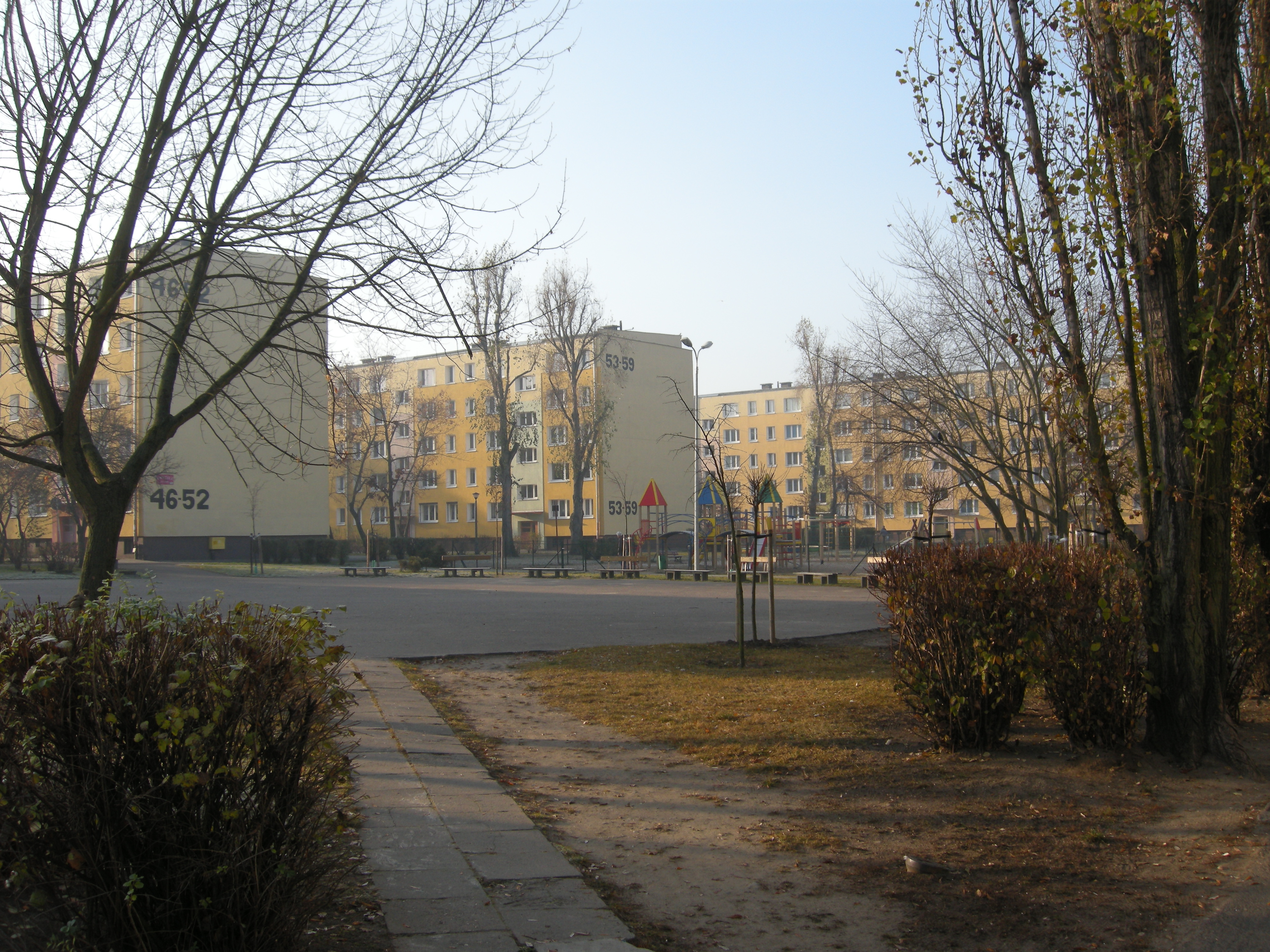
Plac zabaw na osiedlu
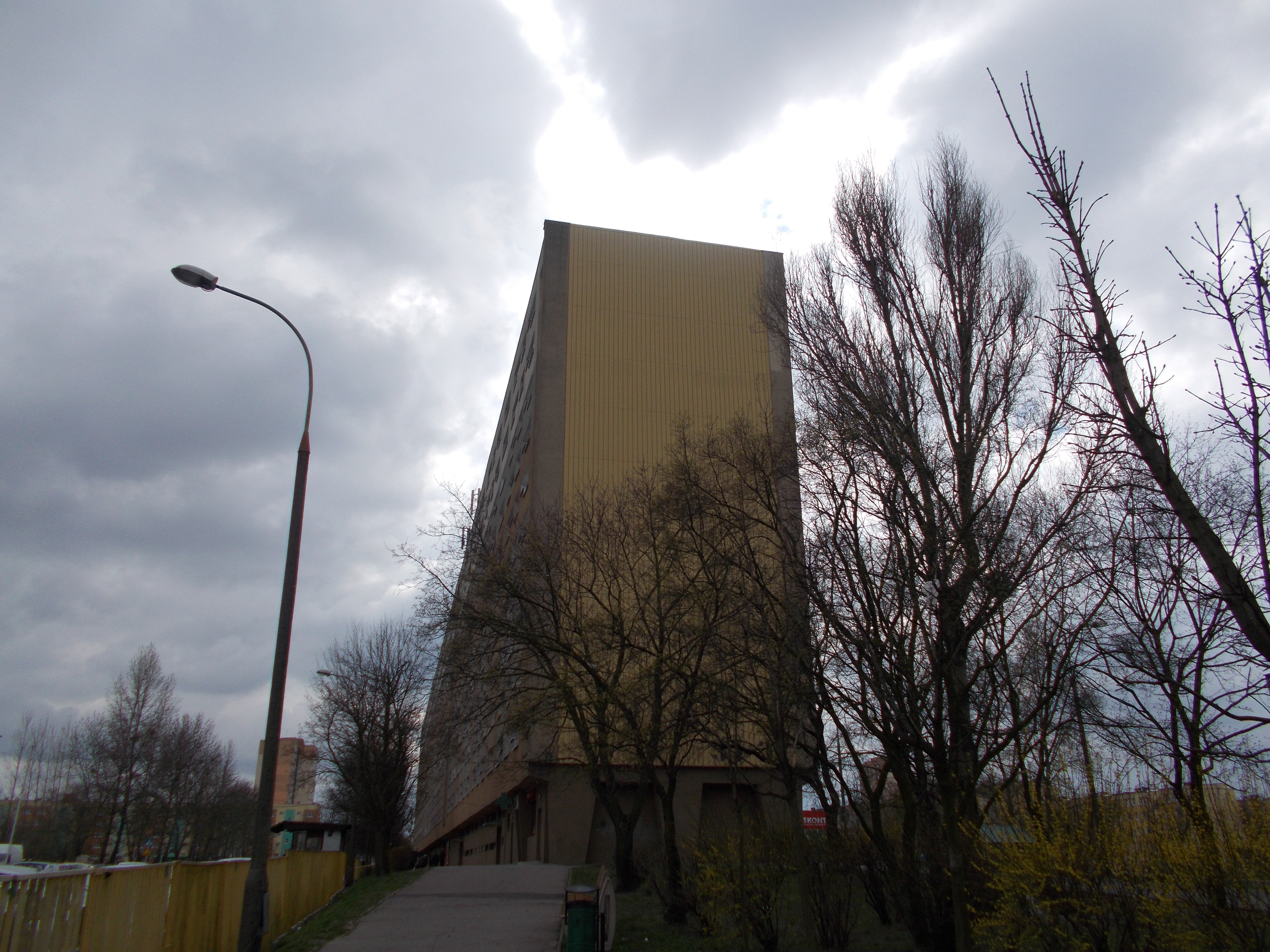
Blok mieszkalny tzw. „deska”. Widok od ulicy Kruczej
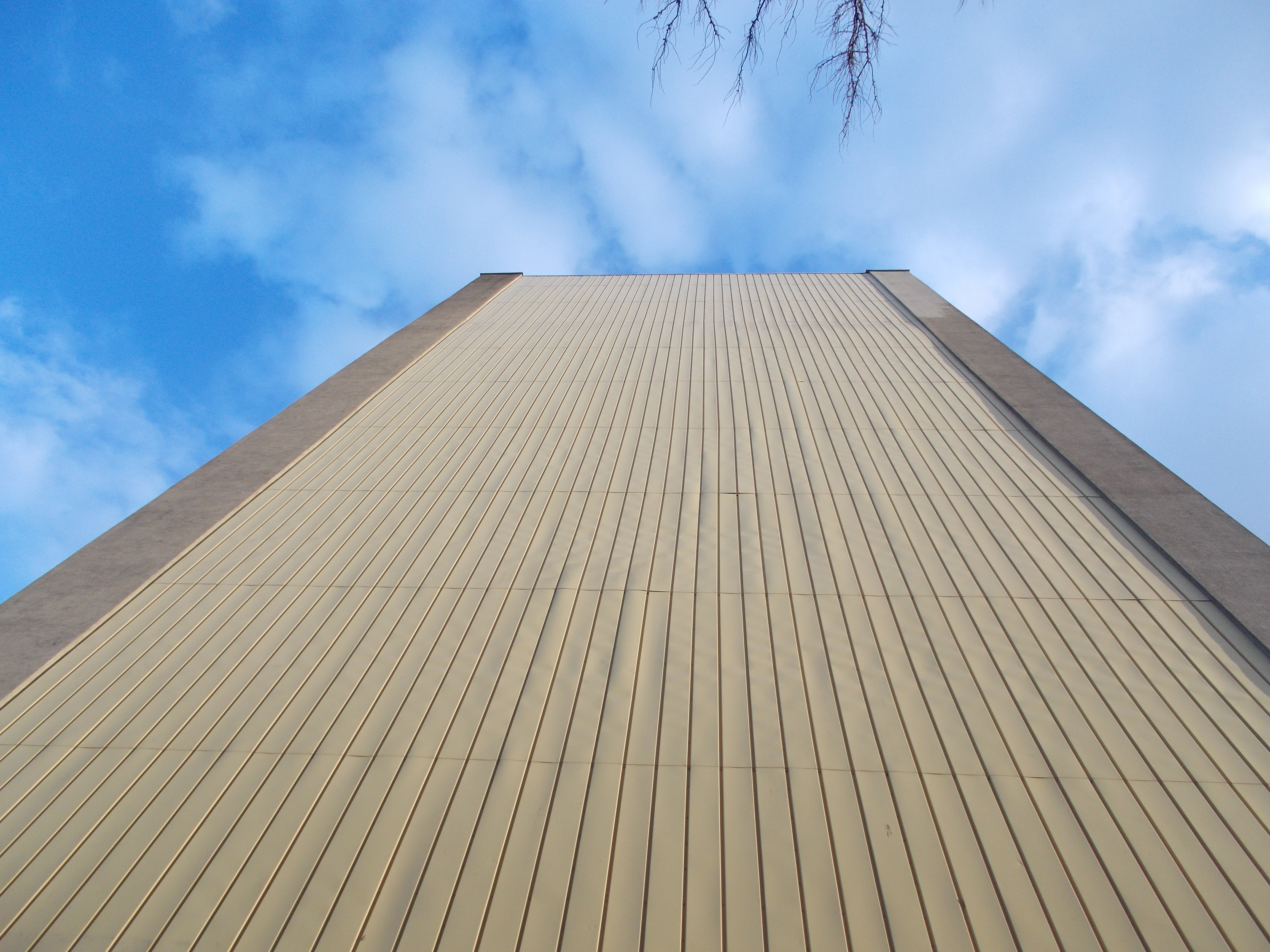
Elewacja szczytowa „deski”
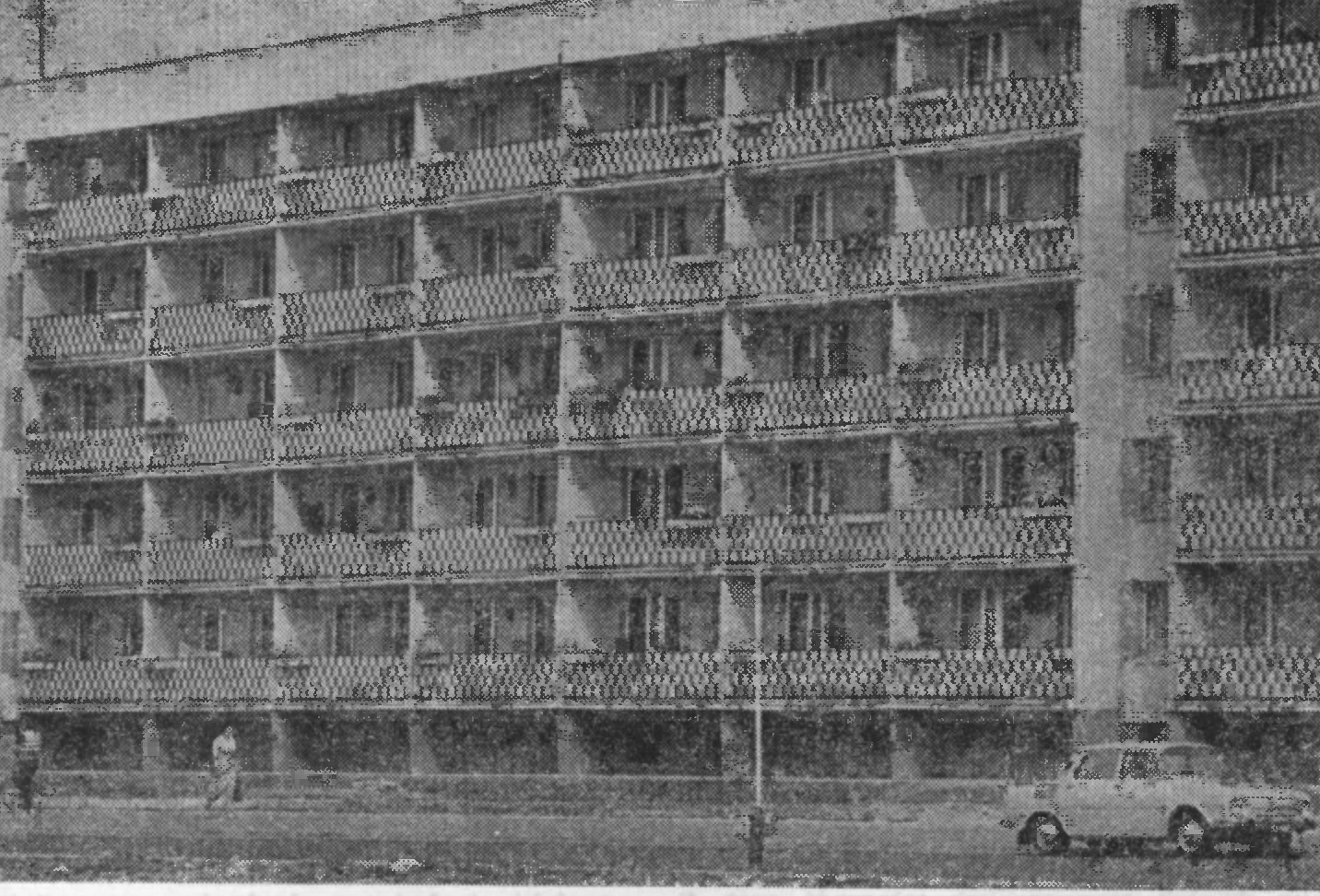
Blok o numerach 74-80. Zdjęcie z roku 1978
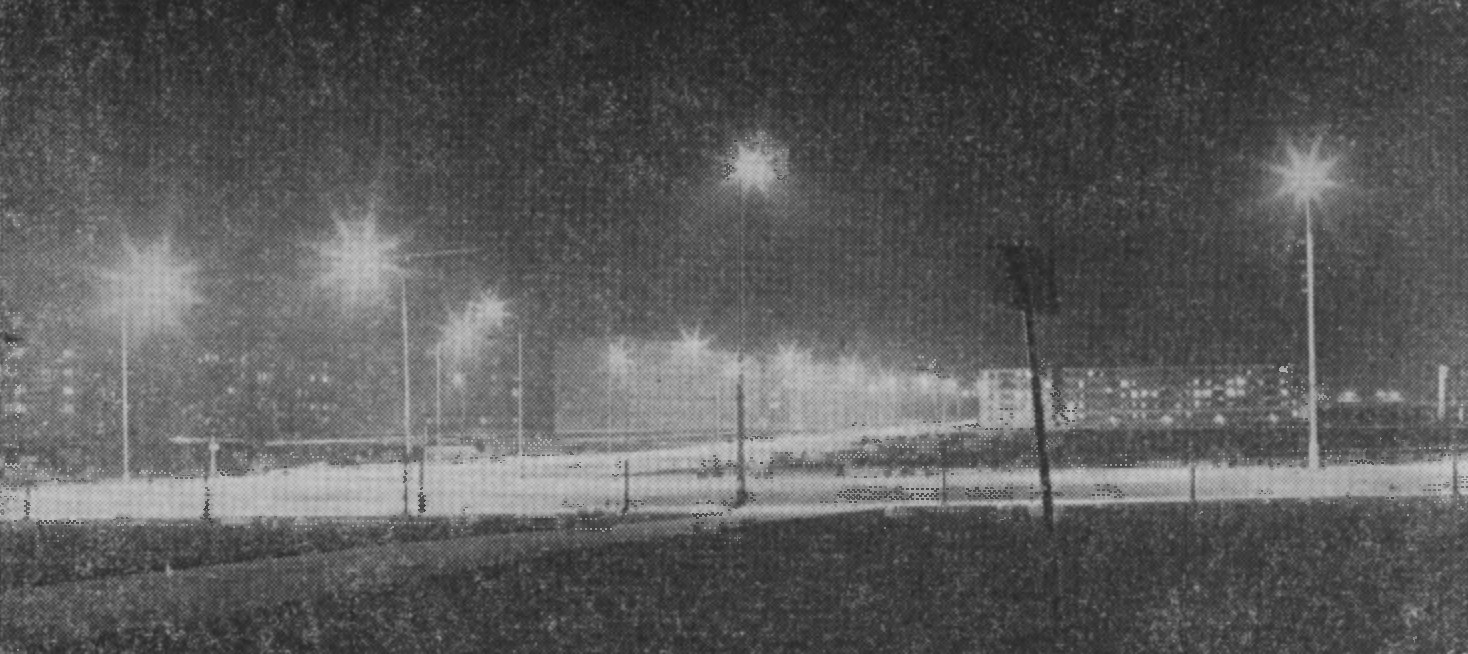
Osiedle nocą w 1978 roku
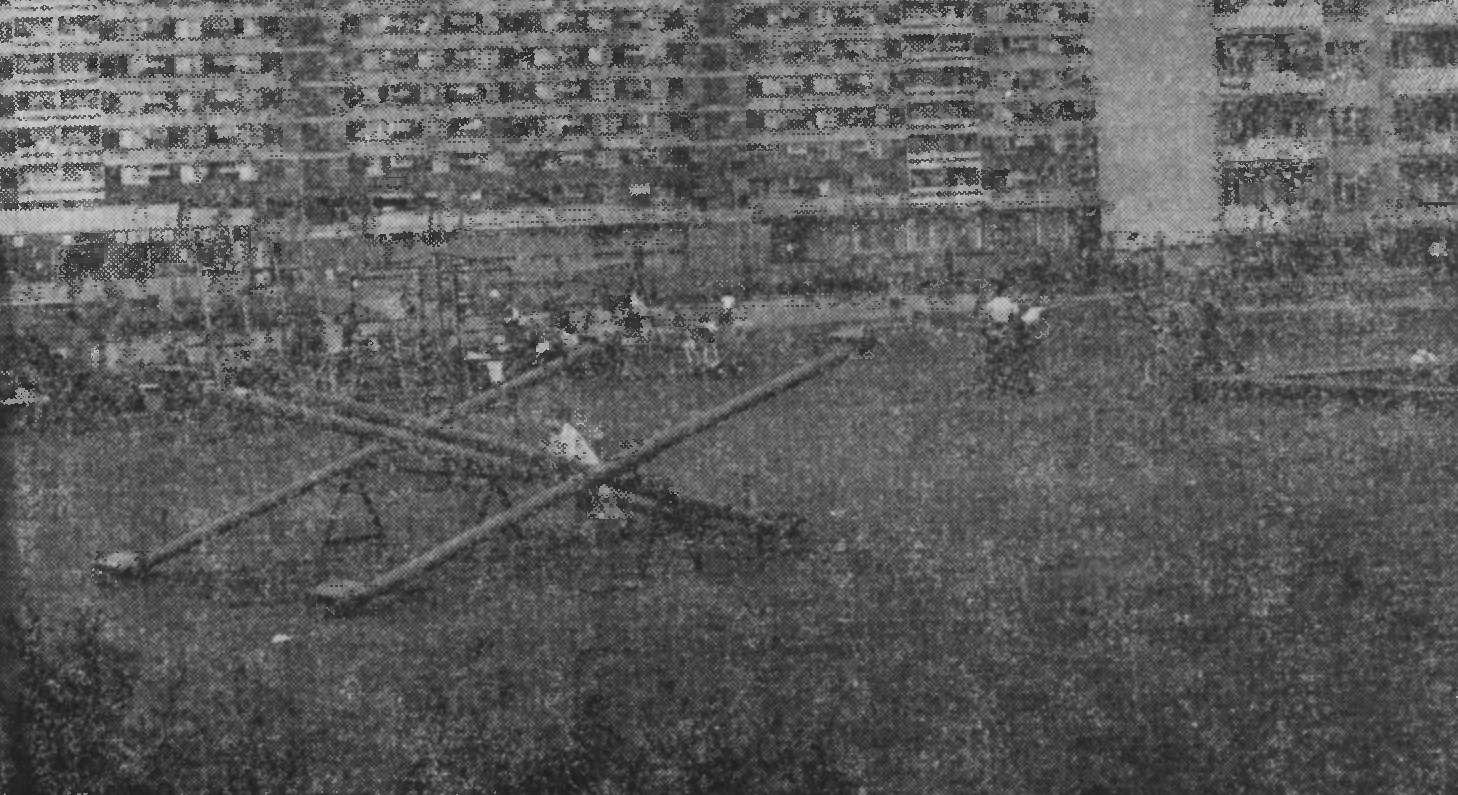
Plac zabaw (1978)